# Paul Rassinier
Paul Rassinier (Bermont, 18 de marzo de 1906-Asnières-sur-Seine, 28 de julio de 1967) fue un escritor y activista político pacifista francés, militante comunista, socialista y posteriormente anarquista. Terminada la Segunda Guerra Mundial y sobre la base de sus propias experiencias y la investigación de las experiencias de otros que vivieron en campos de concentración en los que no hubo exterminio alguno, se convirtió en Revisionista del Holocausto.
Como miembro y combatiente de la Resistencia francesa, fue prisionero de los campos de concentración nazis en Buchenwald y Mittelbau-Dora. Periodista y redactor, escribió centenares de artículos de temas políticos y económicos, pero es recordado principalmente por sus opiniones sobre el Holocausto.

## Infancia y juventud
Rassinier nació el 18 de marzo de 1906 en Bermont, en el Territoire de Belfort, en el seno de una familia políticamente activa. Durante la Primera Guerra Mundial el padre de Paul, Joseph, un granjero y veterano del ejército colonial francés en Tonkín (el actual Vietnam), entró en una prisión militar por sus actitudes pacifistas, algo que su hijo Paul nunca olvidó.
Después de la guerra, su familia apoyó las revoluciones socialistas, y Rassinier se unió al Partido Comunista Francés (PCF) en 1922. Obtuvo un puesto como profesor en la "École Valdoie", y en 1933 se convirtió en profesor de historia y geografía en el "College d'Enseignement Générale" de Belfort.
En 1927, sirvió en el Ejército francés en Marruecos, donde sus convicciones pacifistas fueron reforzadas por la brutal represión colonialista y la corrupción militar de la que fue testigo. Rassinier describió más adelante cómo "nos acostumbramos a las escandalosas escenas de tortura, que no tenían nada que envidiarles a las de la Edad Media, y vimos el aparato de la dictadura no retirándose, sino que avanzando frente a un asesinato!
  Tras su desmovilización, volvió a su puesto en la enseñanza y a su activismo político. Es también alrededor de esta época que se hizo miembro de la Internacional de Resistentes a la Guerra.

## Actividades políticas de preguerra
Rassinier fue promovido al puesto de secretario de partido del PCF en el departamento de Belfort.  En 1932, Lucien Carre, secretario de las juventudes comunistas de Belfort, fue arrestado en Túnez por actividades antimilitaristas, y una coalición izquierdista compuesta de varias organizaciones, incluyendo la Sección Francesa de la Internacional Obrera (SFIO), llevó a cabo manifestaciones de protesta. Rassinier apoyó el esfuerzo de Henri Jacob para alistar en la movilización a los partidos de la clase media, y por éste y otros actos «... que traicionan los intereses de la clase obrera», Jacob y Rassinier fueron expulsados del partido comunista en 1932. Tras su expulsión, Jacob, Rassinier y otros comunistas expulsados decidieron formar un partido separado, la Federación Comunista Independiente del Este. Formada en 1932, Rassinier fue el secretario del partido, y Jacob el secretario auxiliar. Rassinier fue también el redactor del periódico del partido, El trabajador. Ni el partido ni el periódico llegaron a ser populares, y ambos fueron disueltos en 1934.
Los Disturbios del 6 de febrero de 1934 parecían crear nuevas oportunidades para el movimiento obrero, y alrededor de esta época Rassinier se unió a la SFIO. Llegó a ser secretario de la Federación SFIO para el Territorio de Belfort, y restableció un periódico moribundo, Germinal, para que sirviera como órgano del partido. Adoptando la ideología de Marceau Pivert, fue un autor prolífico y denunció la carrera armamentística, abogó por la revisión del Tratado de Versalles, exigió más derechos para los trabajadores y promovió una ideología pacifista que no se restringiera a Francia, sino que quería llegar a ser paneuropea.
Mientras que las nubes de la guerra se formaban, Rassinier escribió artículos en los que condenaba el nazismo y el fascismo, cuya política extranjera describía como «una política de gánsters», con la advertencia de que no se podía confiar en que ni Italia ni Alemania mantuvieran sus promesas. Pero cuando se firmó el Acuerdo de Múnich en 1938, Rassinier fue uno de los muchos franceses que se describiría como un «habitante de Múnich». Repitiendo las palabras del anterior primer ministro. Léon Blum, su apoyo a los acuerdos era «sin mucho orgullo, es verdad, pero sin ninguna vergüenza», puesto que Rassinier contemplaba la guerra como la más grande catástrofe, y no creía que «ni siquiera Mussolini después de Etiopía, ni siquiera Hitler que hace correr la sangre en compañía de España, se arriesgarían a tal locura». Rassinier fue condenado por su postura pacifista, pero contestó que mientras que es fácil ser pacifista en un clima favorable, un compromiso verdadero con la paz es algo que se hace en todo tipo de situaciones, y expresó su decepción de que tan pocos socialistas estuvieran «en este lado de la barricada».
En agosto de 1939, tras el Pacto Ribbentrop-Mólotov entre los nazis y los soviéticos, Rassinier fue arrestado por la contrainteligencia francesa, que sospechó que su periódico recibía financiamiento alemán. Gracias a la intervención de Paul Faure y de la SFIO, fue liberado algunos días más tarde, y cuando Francia fue invadida en mayo de 1940, Rassinier fue reportado a su unidad militar, donde él y sus camaradas pasaron semanas en los cuarteles esperando órdenes que nunca vinieron. Tras la derrota de Francia, volvió a la enseñanza en Belfort.

## Los años dela guerra
Si bien muchos de los «socialistas de Múnich» participaron en la colaboración con las fuerzas de ocupación alemanas defendida por el mariscal Pétain, jefe del estado francés desde poco después de la invasión, Rassinier no lo hizo. En junio de 1941, con la invasión de la Unión Soviética, se activó la resistencia a la ocupación alemana y Rassinier se unió, primero a la coalición republicano-socialista Voluntarios por la Libertad (Volontaires pour la Liberté); y luego al grupo de resistencia Liberación (Libération), organizado en el norte de Francia por Henri Ribière. Rassinier se convirtió en director de Libération Nord en los territorios de Alsacia y Belfort. Como otros miembros de la Internacional de Resistentes a la Guerra en distintos países, Rassinier practicó la resistencia no violenta
a la ocupación, basándose en sus principios pacifistas y por miedo a represalias que pudieran ejercerse sobre inocentes. Rassinier, usando un campo común de la expresión en ese entonces, no se sentía cómodo «jugando con la piel de otros».
Usando sus contactos en medios editoriales falsificó documentos de identidad y ayudó a establecer un ferrocarril subterráneo de Belfort a la ciudad suiza de Basilea por el que pasaron de contrabando a la zona de seguridad combatientes de la Resistencia, refugiados políticos y judíos perseguidos. En 1986, el testimonio del miembro de la Resistencia Yves Allain reveló que Rassinier también había mantenido una colaboración estrecha con la red de evacuación Burgundy, establecida por la organización británica Special Operations Executive (SOE) para pasar de contrabando a pilotos aliados derribados a través de Suiza.
Rassinier escribió artículos para el periódico simpatizante del gobierno de Vichy Le Rouge et le Bleu («El rojo y el azul») y, más adelante, colaboró con J. L. Bruch, Pierre Cochery y Albert Tschann para fundar una publicación subterránea titulada La IVe République («La cuarta república») que abogaba por la resistencia y trataba de sentar las bases de la posguerra, «porque todos los que sobrevivan a la guerra pueden y deben reconstruir juntos la paz y así salvar al país de una guerra civil». La IVe République reclamaba que se exigieran responsabilidades a Alemania por los crímenes del nacionalsocialismo, si bien la contribución del tratado de Versalles no era pasada por alto ni se consideraba a Alemania e Italia responsables del inicio de la guerra de manera unilateral. Las difusiones de la BBC tanto de Londres como de Argel saludaron la fundación del periódico y difundieron algunos extractos, si bien cuando se publicó el primer y único número de la guerra, Rassinier había sido ya detenido.
Los grupos comunistas del Frente Nacional de la Independencia de Francia eran hostiles a la concepción no violenta de la resistencia de Rassinier y se enfurecieron al leer los panfletos en los que Rassinier condenaba el comunismo soviético equiparándolo al nacionalsocialismo. Después de varias advertencias, los comunistas lo condenaron a muerte. Rassinier salvó la vida gracias a una serie de redadas lanzadas por las fuerzas de ocupación alemanas y la policía francesa en respuesta a ataques contra alemanes en una farmacia y un café locales. Entre las personas detenidas, una con un documento de identidad falsificado quebró en el interrogatorio y reveló cómo él había obtenido. Así, el 30 de octubre de 1943, Rassinier fue arrestado en su aula de clase. Su esposa y su hijo de dos años fueron también arrestados, pero los liberaron días después. Rassinier sufrió once días de interrogatorio que terminó con la mandíbula rota, una mano machacada y daños en un riñón.
Rassinier fue deportado a Alemania por tren, en un viaje de tres días que terminó el 30 de enero de 1944 en el campo de concentración de Buchenwald. Después de tres semanas en cuarentena, se convirtió en el preso número 44364 y fue transportado al anexo de Dora, donde se construían en túneles subterráneos cohetes V1 y V2 en condiciones de trabajo terribles. El hambre, las enfermedades, el exceso de trabajo, el agotamiento y los maltratos físicos por parte de los Allgemeine-SS y de la corrupta mafia de los Häftlingsführung (el nivel inferior de la administración del campo, a cargo de los propios internos), dieron lugar a un índice de mortalidad catastrófico.
En su primer libro, Le Passage de la ligne ou l'Expérience vécue, Rassinier dice que varios factores contribuyeron a su supervivencia. Desde abril hasta noviembre de 1944, su esposa le envió paquetes de comida. Su amistad con el jefe de su bloque permitió que los envíos le fueran entregados directamente, sin ser sometidos a pillaje por la administración del campo. Durante un tiempo, obtuvo un trabajo cómodo como Schwung (una posición entre ordenanza y criado) del Oberscharführer SS que dirigía los perros guardianes del campo, lo que le granjeó además la oportunidad de observar a los S.S. de cerca. También, en parte como resultado de su interrogatorio, resultó aquejado de nefritis y pasó no menos de doscientos cincuenta días de su encarcelamiento en el Revier (enfermería).
El 7 de abril de 1945, evacuaron a Rassinier de Dora en lo que se convirtió en un «tren de la muerte» que viajaba sin fin de un punto bombardeado a otro de la red ferroviaria alemana, sin alimento, sin agua y sin abrigo. Después de varios días, al tomar el tren una curva y a pesar de un estado físico terrible, saltó del tren y gracias al ángulo, escapó a los disparos de los SS. Al día siguiente fue rescatado por militares estadounidenses.
Paul Rassinier volvió a Francia en junio de 1945, y le fue concedida la medalla Vermilion del reconocimiento francés y la Rosette de la Resistencia. También lo clasificaron como inválido a un 95 por ciento (más adelante revisado hasta 105 por ciento). Volvió a su puesto de enseñanza pero, a causa de su estado físico, fue jubilado prematuramente en 1950.

## Postguerra: actividades políticas
En 1945, Rassinier retomó su posición como jefe de la federación de la SFIO en Belfort y como redactor de La IVe République. Presentó candidatura y en junio de 1946 fue elegido como sustituto de René Naegelen, diputado de Belfort en la Asamblea Nacional de Francia. Naegelen abandonó el puesto al final de su mandato y Rassinier sirvió durante dos meses como parlamentario, siendo derrotado en la elección siguiente por Pierre Dreyfus-Schmidt, un viejo rival. Su esposa Jeanne tenía una mala opinión de su futuro en política, y Rassinier nunca volvió a postularse. Continuó con otras actividades políticas, como la colaboración con André Breton, Albert Camus, Jean Cocteau, Jean Giono, Lanza del Vasto y Ernest Reynaud en la defensa de los derechos de los objetores de conciencia.

## 1949-1967: El escritor
En 1948, Paul Rassinier había sido profesor de historia por más de veintidós años, y estaba consternado de leer historias sobre los campos de concentración y las deportaciones que él consideraba inciertas. De la misma manera, lo repugnaba la condena unilateral del Tercer Reich por crímenes contra la humanidad que, por su experiencia en Marruecos, él no consideraba únicos, y temía que los odios y enconos nacionalistas dividieran Europa. Como explicó en La mentira de Ulises:

Un día, me di cuenta de que la opinión pública se había forjado una falsa idea de los campos alemanes, que el problema de los campos de concentración seguía en pie pese a todo lo que se había dicho, y que los deportados, aunque no gozaban ya de ningún crédito, no habían dejado de contribuir en gran manera a cambiar hacia vías peligrosas las agujas de la política internacional.El asunto se salía del marco de los salones. De repente tuve el sentimiento de que, con obstinarme, me haría cómplice de una mala acción.

El primer libro de Rassinier, Passage de la ligne (1948), en que cuenta su experiencia personal en Buchenwald, obtuvo un inmediato éxito de crítica y comercial. Un comentarista lo describió como «el primer testimonio escrıto con calma y sangre fría, en contra de lo que reclaman el resentimiento, el odio idiota y el chauvinismo». El Sindicato de Periodistas y de Escritores lo elogió también, y era lectura recomendada por la SFIO. Destaca en él la crítica de la administración de los campos por los presos. Rassinier sostiene que solo los presos rusos practicaron una resistencia eficaz y que muchas de las brutalidades del campo fueron cometidas no por agentes de las S.S., sino por presos, en su mayoría comunistas, que asumieron la administración (Häftlingsführung, «gestión por los presos») y dirigían los asuntos internos de los campos en su propio beneficio. Rassinier achaca el alto índice de mortalidad en los dos campos que él vio a la corrupción de dicha gestión.
Su segundo libro, La mentira de Ulises (1950), causó controversia. Rassinier examina en él lo que considera como relatos de los campos típicos. Critica exageraciones y denuncia a autores tales como Eugen Kogon, quien había afirmado en L'Enfer organisé (1947) que el objetivo principal de la administración de los prisioneros del campo de Buchenwald era «mantener un núcleo de presos contra las S.S.». Rassinier replica que los presos de ese núcleo pensaban solo en sí mismos, y añade que los comunistas estaban tratando de salvar su propio pellejo tras la guerra: «tomando al asalto el banquillo de los testigos y con mucho griterío, evitaron ser acusados». Describe también sus visitas a Dachau y Mauthausen, observa que, en ambos lugares, obtuvo historias contradictorias sobre cómo se suponía que funcionaban las cámaras de gas, y expresa por primera vez sus dudas sobre la existencia de dichas cámaras y de una política nazi de exterminio.
La mentira de Ulises suscitó escándalo hasta el punto de ser atacado el 2 de noviembre de 1950 en la Asamblea Nacional francesa, si bien más por el prefacio del escritor Albert Paraz que por el contenido del libro. Rassinier y Paraz fueron objeto de una denuncia por difamación de varias organizaciones. Después de una larga serie de juicios y recursos, Rassinier y Paraz fuera absueltos y, en 1955, se publicó una edición ampliada del libro que se vendió bien. Sin embargo, el escándalo motivó quejas por parte de miembros de la SFIO y, el 9 de abril de 1951, Rassinier fue expulsado del partido «a pesar del respecto que su persona impone», según consta en el documento de la expulsión. Un intento de Marceau Pivert por reintegrarlo a la organización fue rechazado.
Rassinier pasó el resto de los años 50 abogando por el socialismo y el pacifismo. Escribía artículos en Défense de l'Homme —revista del anarquista pacifista Louis Lecoin—, y en La Voie de la Paix —del pacifista Émile Bauchet— para condenar la guerra de Indochina y la de Argelia, así como la política financiera de los gobiernos de la Cuarta República francesa. Escribió también para el boletín informativo libertario Contre-Courant y para el anarquista S.I.A. (Solidarité Internationale Antifasciste), así como para muchas otras publicaciones. En 1953, publicó Le Discours de la dernière chance, Essai d'introduction à une doctrine de la paix («El discurso de la última oportunidad, ensayo de introducción a una doctrina de la paz»), donde desarrollaba su ideología pacifista; y, en 1955, Le Parlement aux mains des banques («El Parlamento en manos de los bancos»), una condena del capitalismo y de la política financiera francesa. Su ensayo de 1960, L'Equivoque Révolutionnaire («El equívoco revolucionario»), fue su único escrito teórico, un examen metafísico y dialéctico del pensamiento revolucionario con una segunda parte dedicada a un análisis socialista de la revolución húngara de 1956. Varias publicaciones lo editaron por episodios y una versión de éxito relativo vio la luz en 1961.
En 1961, Rassinier volvió a tratar sus temas anteriores con Ulysse trahi par les siens («Ulises traicionado por los suyos»), una antología de discursos pronunciados en doce ciudades de Alemania tras la tercera edición de La mentira de Ulises. El viaje había sido patrocinado por Karl-Heinz Priester, antiguo oficial de las S.S. y propagandista bajo la dirección de Joseph Goebbels (y utilizado en una ocasión por la inteligencia de Estados Unidos). Priester era uno de los fundadores del partido derechista alemán Deutsche Reichspartie (1950-1965), lo que, unido a su asociación creciente con militantes de derecha tales como Maurice Bardèche condujo a que fuera denunciado como antisemita por personas como Olga Wormser-Migot, quien declaró que Rassinier «pertenece a la familia espiritual de Louis-Ferdinand Céline» —escritor criticado a menudo como antisemita—.
En 1962, tras el juicio de Adolf Eichmann Eichmann en Jerusalén, Rassinier publicó Le véritable procès Eichmann ou les vainqueurs incorrigibles («El auténtico proceso Eichmann, o los incorregibles vencedores»), una condena de los Juicios de Núremberg y del propio Eichmann, así como —en una edición ampliada— del Segundo juicio de Auschwitz de 1965, en el que había sido rechazada por las autoridades federales alemanas la participación del propio Rassinier.
Al final de la edición ampliada, Rassinier defendía que la continuación de los juicios por crímenes de guerra eran parte de una estrategia sionista y comunista para dividir y desmoralizar Europa. Rassinier fue por ello denunciado en la prensa, por ejemplo cuando el periodista Bernard Lecache lo describió como «agente de la International nazi».
Fue en 1964, con Le Drame des juifs européens («El drama de los judíos europeos»), que Rassinier llegó a la conclusión de que nunca había habido una política de exterminación en el Tercer Reich. Rassinier criticó la obra de referencia de Raul Hilberg, La destrucción de los judíos europeos (1961) poniendo en entredicho la fiabilidad de los testimonios y la viabilidad técnica de los supuestos métodos de exterminación. Su crítica de Doctor at Auschwitz, de Myklos Nyiszli, sería parcialmente confirmada veinticinco años más tarde por el historiador forense Jean-Claude Pressac Citó la obra de inspiración sionista L'État d'Israël (1930), del escritor francés Kadmi Cohen, para afirmar de nuevo que las organizaciones sionistas y judías conspiraban para utilizar los crímenes nazis como medio de extorsión de fondos para financiarse a sí mismas y al estado de Israel. La segunda parte del libro contenía un estudio estadístico a modo de respuesta a los de Léon Poliakov y de Hilberg. Rassinier pretendía superarlos por su uso como punto de partida Los judíos en el mundo moderno (1934), del sionista alemán Arthur Ruppin. El historiador francés judío Pierre Vidal-Naquet, crítico frecuente de Rassinier que había intercambiado correspondencia con él, criticó este aspecto en 1980 en Un Eichmann de papier et autres textes sur le révisionnisme («Un Eichmann de papel y otros textos sobre el revisionismo»).
Le Drame des juifs européens despertó poco interés hasta años después de la muerte de Rassinier, cuando en 1977 Georges Wellers, redactor de la revista Le Monde Juif, hizo una disección del libro en una primera tentativa de refutación metódica de los escritos de Rassinier. Wellers recopila los errores, omisiones y citas erróneas de Rassinier, algunos de ellos sustanciales. Por ejemplo, Rassinier afirma que la primera acusación del uso de cámaras de gas por la Alemania nazi apareció en Axis Rule in Occupied Europe (1944), del abogado judío polaco Raphael Lemkin. Wellers señala que el libro de Lemkin no menciona cámaras de gas ni una sola vez. En un punto de su ensayo, Wellers condena los argumentos de Rassinier como «modelo de la hipocresía y la escandalosa falsedad típica de todos los procedimientos empleados de manera corriente por Rassinier».
También en 1964, se reveló en el curso de una demanda por difamación presentada por la comunista francesa Marie-Claude Vaillant Couturier, que Rassinier había escrito artículos en la revista derechista Rivarol bajo el pseudónimo Jean-Paul Bermont, lo que le hizo perder muchos de sus contactos anarquistas.
En 1965, Rassinier publicó su último libro de éxito. La obra teatral de Rolf Hochhuth El vicario(1963) se había representado en distintas lenguas y en muchos países. Rassinier, ateo declarado, se indignó sin embargo de la tesis de Hochhuth según la cual el papa Pío XII había guardado silencio mientras se exterminaba a los judíos de Europa, e interpretó la obra como una mera incitación a la división en Europa, al odio sectario anticatólico y a la xenofobia. Rassinier viajó a Roma y obtuvo acceso al Archivo Secreto Vaticano. La obra resultante, L'opération Vicaire (1965), era una defensa de Pío XII que ponía en tela de juicio las motivaciones de los críticos protestantes y socialistas del papa. Rassinier demostraba que la oposición católica a Hitler salía favorecida de una comparación con el apoyo protestante al caudillo alemán, y llamaba la atención hacia las condenas de Pío XI al nacionalsocialismo antes de la guerra (p. ej., en la encíclica Mit brennender Sorge) y hacia sus esfuerzos para la paz, todo lo cual atrajo a Rassinier las alabanzas del Vaticano.
Rassinier continuó escribiendo entre 1965 y 1967, y su última serie de artículos, titulada Une Troisième Guerre mondiale pour du pétrôle ? («¿Una tercera guerra mundial por petróleo?»), fue publicada en La Défense De l'Occident entre julio y agosto de 1967. Su último libro fue Les Responsables de la seconde guerre mondiale («Los responsables de la Segunda Guerra Mundial»).

## Rassinier, padre delnegacionismo del Holocausto
Durante los primeros años 60, Rassinier mantuvo una relación epistolar con el historiador estadounidense Harry Elmer Barnes, pionero del revisionismo histórico así como del negacionismo del Holocausto, que gestionó la traducción al inglés de cuatro de los libros de Rassinier, con lo que la obra de Rassinier accedió al público anglófono.
Además de Barnes, cuyos escritos críticos sobre los orígenes de la Primera Guerra Mundial habían suscitado la admiración de Rassinier, otra de sus grandes influencias fue Jean Norton Cru y su titánico estudio de 1929 Témoins, Essai d’analyse et de critique des souvenirs de combattants édités en français de 1915 à 1928 («Testıgos, ensayo de análisis y crítica de los recuerdos de combatientes editados en francés de 1915 a 1928»).  En La mentira de Ulises, Rassinier refiere que fue el libro de Cru el que le proporcionó las herramientas que necesitaba para evaluar los testimonios de testigos.
Los escritos de Rassinier tuvieron gran repercusión después de su muerte. En Why Did The Heavens Not Darken? (1988), el historiador de la universidad de Princeton Arno Mayer, aun sin cuestionar la existencia de las cámaras de gas o de la política nazi de exterminio, advierte de que «las fuentes para el estudio de las cámaras de gas son a la vez escasas y no fidedignas». En su opinión, «no se pueden negar las numerosas contradicciones, ambigüedades y errores de las fuentes existentes» y «la mayoría de lo que se sabe se basa en las declaraciones de funcionarios y verdugos nazis en los juicios de posguerra, y en los recuerdos de supervivientes y de espectadores. Estos testimonios deben filtrarse con cuidado, pues pueden influenciarlos factores subjetivos de gran complejidad.» El libro de Mayer no contiene citas, pero nombra a Paul Rassinier y La mentira de Ulises entre su bibliografía principal.
Según advierte Jean Plantin en la introducción a su biografía de Rassinier, «su planteamiento historiográfico es indisociable de sus convicciones pacifistas, como prueban sus libros y abundantes artículos». Rassinier reiteró a menudo la creencia socialista en que «la clase obrera no tiene patria». En su opinión, la condena unilateral de las naciones fascistas por crímenes contra la humanidad, así como las guerras coloniales de los años 50 y los años 60 eran parte de un esfuerzo continuado por dividir a la clase obrera de diversas naciones tras los muros de la xenofobia, el nacionalismo y la hostilidad.
En su primera conclusión, Plantin juzga que las insuficiencias de la obra de Rassinier son achacables a «trabajar con métodos reprobables y, para ser sinceros, métodos no suficientemente amplios o universales», además de apuntar que estudió un número relativamente reducido de documentos y testimonios. Aun así, Plantin afirma que «Rassinier puede ser considerado correctamente como “el padre del revisionismo del Holocausto”», lo que apoya señalando sus innovaciones en «la refutación de testimonios de deportados y el escepticismo en la perspectiva sobre las confesiones de los antiguos nazis, un juicio crítico con las fuentes y contrario a la autenticidad y la credibilidad de algunos documentos; el bosquejo de una refutación física, química y técnica de los crematorios y de las cámaras de gas, etc.» Plantin cita con liberalidad descripciones tanto de propios como de extraños que atribuyen dicho título a Rassinier.

## Últimos años
El sueño de toda la vida de Paul Rassinier fue escribir la historia de Florencia durante la época de Maquiavelo, pero no llegó a vivir para realizarlo. Nunca se recuperó del daño reñal sufrido en las torturas a manos de los SD y durante los quince meses en los campos de Buchenwald y Dora. Durante los últimos 22 años de su vida sufrió de tal hipertensión arterial que no podía mantenerse en pie sin riesgo. Murió el 28 de julio de 1967, en Asnières-sur-Seine mientras trabajaba en dos libros, La historia del Estado de Israel y una nueva versión de Una tercera Guerra Mundial por el petróleo.